# 辛辛那提音乐厅
辛辛那提音乐厅（英語：Cincinnati Music Hall）建于1878年，是辛辛那提主要的古典音乐表演场地。它是辛辛那提交响乐团、辛辛那提歌剧团、辛辛那提五月节合唱团以及辛辛那提通俗乐团的所在地。1975年1月被列为美国国家历史地标。该建筑有双重用途 - 中央礼堂用于音乐活动，而侧翼用于工业展览会。它位于辛辛那提莱茵河上区（Over-the-Rhine），榆树街1241号，华盛顿公园对面，距离市中心只有几分钟的路程。音乐厅兴建在一片亂葬崗上，因而被称为美国闹鬼最多的地方之一。